# Jan Czesław Stępień
Jan Czesław Stępień (ur. 1944) – polski inżynier, profesor nauk technicznych, w latach 2000–2005 prorektor Politechniki Świętokrzyskiej.

## Życiorys
W 1970 ukończył studia na Wydziale Elektrycznym Politechniki Łódzkiej. Doktoryzował się w 1979 na Politechnice Gdańskiej, natomiast stopień naukowy doktora habilitowanego uzyskał w 1995 na Politechnice Warszawskiej w oparciu o rozprawę zatytułowaną Analiza niezawodności elementów systemu energetycznego na przykładzie systemu ciepłowniczego. Tytuł naukowy profesora nauk technicznych otrzymał 14 sierpnia 2014.
W latach 1970–1973 zatrudniony był na stanowisku projektanta instalacji elektrycznych w biurze projektów budownictwa mieszkaniowego „Inwestprojekt” w Kielcach. W 1973 podjął pracę na Politechnice Świętokrzyskiej. W latach 1981–1984 był prodziekanem Wydziału Elektrotechniki i Automatyki, natomiast w latach 1996–1999 – Wydziału Elektrotechniki, Automatyki i Informatyki. Od 2000 do 2005 pełnił funkcję prorektora uczelni (zastąpił w trakcie kadencji 1999–2002 wybranego na rektora Wiesława Trąmpczyńskiego). Na PŚk kierował ponadto Samodzielnym Zakładem Podstaw Energetyki (1995–2007) i Katedrą Podstaw Energetyki (2007–2009).
Specjalizuje się w elektroenergetyce, naukowo zajmuje się m.in.: gospodarką elektroenergetyczną i niezawodnością systemów energetycznych. Autor lub współautor ponad 340 prac, w tym artykułów w „Przeglądzie Elektrotechnicznym” (wyróżnionym w JCR), monografii oraz skryptu pt. Laboratorium gospodarki elektroenergetycznej. W 2003 został członkiem Komitetu Problemów Energetyki PAN.
Odznaczony m.in. Złotym Krzyżem Zasługi (2001) i Medalem Komisji Edukacji Narodowej (1987).